# Georgia Adderley
Georgia Adderley (* 8. Januar 2001 in Edinburgh) ist eine schottische Squashspielerin.

## Karriere
Georgia Adderley spielte 2016 erstmals auf der PSA World Tour und gewann auf dieser bislang fünf Titel. Ihre höchste Platzierung in der Weltrangliste erreichte sie mit Rang 22 am 28. April 2025. Mit der schottischen Nationalmannschaft nahm sie 2016 zum ersten Mal an den Europameisterschaften teil und gehörte seitdem mehrfach zum EM-Aufgebot. Sie gehörte außerdem bei den Weltmeisterschaften im Doppel und Mixed 2022 und bei den Mannschafts-Weltmeisterschaften 2022 und 2024 zum schottischen Kader. Ihre erste Weltmeisterschaft im Einzel bestritt sie 2020/21, kam dabei aber nicht über die erste Runde hinaus. 2017 wurde sie schottische Landesmeisterin, nachdem sie im Vorjahr noch erstmals das Finale erreicht hatte. Sie wiederholte 2022, 2024 und 2025 diesen Erfolg.
Sie hat einen Studienabschluss in Sportwissenschaften.

## Erfolge
- Gewonnene PSA-Titel: 5
- Schottische Meisterin: 4 Titel (2017, 2022, 2024, 2025)